# Bistum Chimbote
Das Bistum Chimbote (lat.: Dioecesis Cimbotiensis) ist ein im Norden Perus gelegenes römisch-katholisches Bistum mit Sitz in Chimbote.

## Geschichte
Das Bistum Chimbote wurde am 26. November 1962 durch Papst Johannes XXIII. mit der Apostolischen Konstitution Ecclesiae propositum als Territorialprälatur Chimbote errichtet. Am 6. April 1983 wurde die Territorialprälatur Chimbote durch Papst Johannes Paul II. mit der Apostolischen Konstitution Pastoralis cura zum Bistum erhoben. Das Bistum Chimbote ist dem Erzbistum Trujillo als Suffraganbistum unterstellt.

## Sprengel
Das Bistum Chimbote erstreckt sich im Departamento Ancash und umfasst die Provinzen Santa, Casma und Huarmey sowie Teile der Provinzen Huaraz (Bezirke Pariacoto, Cochabamba und Pampas Grande), Huaylas (Bezirk Pamparomás) und Yungay (Bezirk Quillo).

## Bischöfe

### Prälaten von Chimbote
- James Edward Charles Burke OP, 8. März 1965 – 2. Juni 1978
- Luis Armando Bambarén Gastelumendi SJ, 2. Juni 1978 – 6. April 1983

### Bischöfe von Chimbote
- Luis Armando Bambarén Gastelumendi SJ, 6. April 1983 – 4. Februar 2004
- Ángel Francisco Simón Piorno, 4. Februar 2004 – 18. Mai 2022
- Ángel Ernesto Zapata Bances OCD, seit 18. Mai 2022